# Санта Марија дела Салуте (црква)
Црква Санта Марија дела Салуте (итал. Basilica di Santa Maria della Salute или Salute) је црква у Венецији и један од симбола града.
На основу пропорција спада у мање венецијанске цркве са складним односом архитектонских елемената. Осмоугаоне је основе и изграђена је на терену који је учвршћен са 1.156.650 дрвених пилота.
Градњи цркве претходила је пандемија куге у којој је преминуло две трећине становништва. У знак захвалности за крај пандемије, управа Венеције је решила да подигне цркву посвећену Богородици.
За изградњу цркве кориштен је истријански камен и марморин. Као грађевински материјал кориштени су и делови камених блокова Диоклецијанове палате у Сплиту који су срушени по налогу провидура Алвисеа Зорзија.
Црква је послужила као уметничка инспирација сликарима као што су Вилијам Тарнер, Џон Сингер Сарџент, Франческо Гуарди и Каналето. Лаза Костић написао је своје ремек-дело Santa Maria della Salute инспирисан естетским квалитетима цркве.